# Народный дом (Приволжск)
Народный дом (Дворец культуры «Текстильщик») — памятник советской архитектуры 1930—1950-х годов, расположенный в городе Приволжск (улица Коминтерновская, дом 32).

## История
Народный дом или Дворец культуры «Текстильщик» находится в центре города Приволжска (до 1938 года — рабочий поселок Яковлевское) и является одним из наиболее интересных и малоизученных памятников советской архитектуры этого города.
Строительство Народного дома началось в 1935 году, но в 1937 году было приостановлено, а в 1938 году отложено на неопределенный срок. За три года строители успели возвести только основной объем театрального корпуса и примыкающую к нему клубную часть, однако уже с начала 1940-х годов в здании действовали кружки художественной самодеятельности и библиотека. Строительство возобновилось только в 1950-х годах, а торжественное открытие Народного дома (уже переименованного в Дворец культуры «Текстильщик») состоялось в 1965 году.
В начале 2000-х годов Дворец культуры снова переименовали, на этот раз — в Городской дом культуры города Приволжск, и в настоящее время он продолжает функционировать как культурный центр города.

## Архитектура

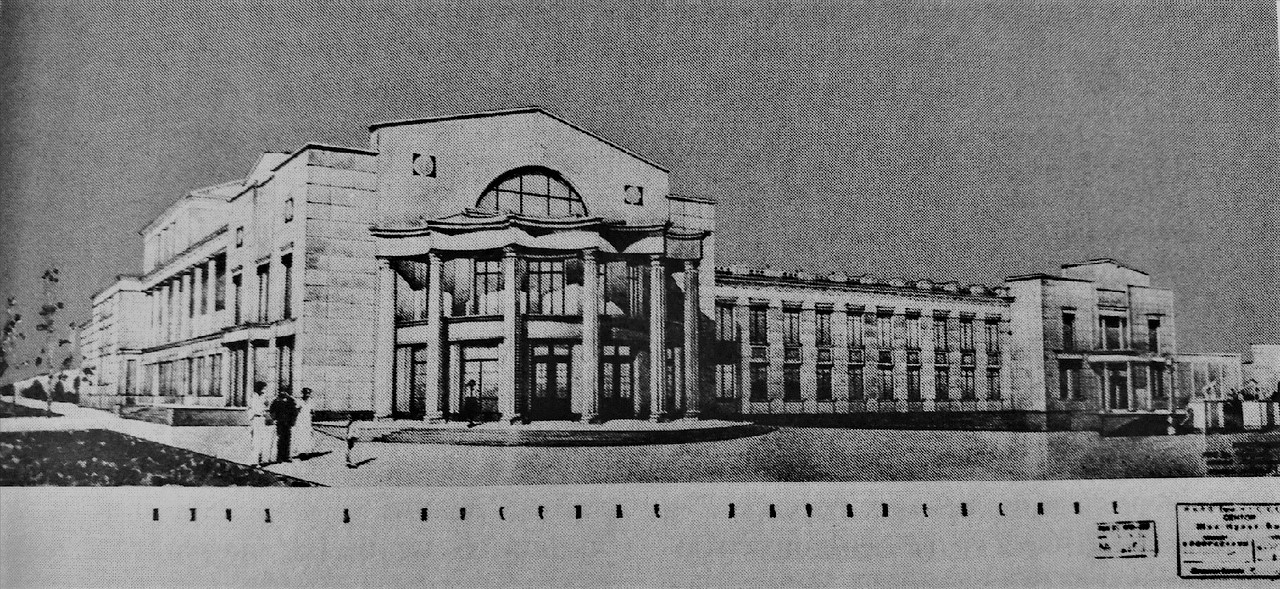
Проект Дворца культуры А. И. Панова, 1933—1934 годах

Проект Дворца культуры был разработан ивановским архитектором А. И. Пановым в 1933—1934 годах. Для рабочего поселка это был весьма масштабный проект: предполагалось построить пять двухэтажных корпусов, предназначенных для спортивных и художественных кружков, библиотеки и лекционных залов, театра и кинотеатра. Здание А. И. Панова было задумано в стиле «позднего конструктивизма» (или «постконструктивизма») 1930-х годов. На проектном плане 1934 года заметно присущее архитектуре этого времени совмещение элементов разных стилей — архитектор использовал и колоннады с высокими каннелированными колоннами, характерные для «пролетарской классики» Ивана Фомина, и большие квадратные и арочные окна, типичные для конструктивистских построек конца 1920-х годов (см., например, «Дом-корабль» и здание Ивсельбанка в Иваново). Внешняя декорация здания также соответствовала архитектурной моде того времени.
Строительство, прерванное в конце 1930-х годов, было продолжено во второй половине 1950-х годов, и в целом общая структура здания была сохранена и соответствовала первоначальному проекту. Однако, на втором этапе строительства была изменена декорация фасадов и оформление центрального входа — они были выполнены в т. н. «сталинском стиле», типичном для этого периода.
Народный дом города Приволжска представляет собой яркий пример того, как в провинциальной архитектуре XX веке сменялись различные стили и направления, а также того, как в конце 1950—1960-х годов советские архитекторы взаимодействовали с наследием более раннего периода, в чем-то сохраняя его, а в чем-то трансформируя и «подстраивая» его под современные им стилевые тенденции.